# 涅斯捷羅韋
47°21′42″N 29°24′9″E / 47.36167°N 29.40250°E
內斯泰羅韋（烏克蘭語：Нестерове）是位於烏克蘭西南部的村莊，由敖德萨州波季利斯克区的奧克尼市鎮負責管轄。該村始建於1840年，面積0.62平方公里，海拔高度167米，2001年人口202，人口密度每平方公里325.81人。